# Kari Amirian
Karolina Amirian (Świnoujście, 1985)  es una cantante y productora musical de pop y música alternativa polaca. En 2013, fue nominada al premio de música polaco Fryderyk en la categoría Debut del año. 

## Carrera
Kari se mudó a Varsovia a la edad de 13 años para estudiar en una escuela de música. Se graduó en la Universidad de Música Federico Chopin y en el Estudio de Jazz de Postgrado de Varsovia.
Su primer álbum de estudio, Daddy Says I'm Special, fue lanzado en diciembre de 2011 y Kari Amirian, a través de Nextpop, y los periodistas musicales polacos lo llamaron uno de los debuts recientes más interesantes. La compararon con artistas escandinavos como Lykke Li, Stina Nordenstam, Björk, Junip y Mum.
En 2012, Kasia Nosowska la invitó a participar en la gira de conciertos Męskie Granie y actuó, entre otros, en el Open'er Festival y en el Malta Festival Poznań. En 2013, Kari fue nominado al prestigioso premio de música polaco Fryderyk en la categoría Debut del Año. 
En diciembre de 2012 llegó a Inglaterra donde comenzó a colaborar con Jon Headley (productor musical y líder de la banda llamada Modo Stare), John Pullan, Callum Harvie y Chris Headley y produjo su segundo álbum de estudio, Wounds and Bruises, que fue lanzado el 3 de diciembre de 2013. El álbum fue producido por Kari y Jon Headley, fue promocionado con el sencillo "Hurry Up".

## Vida personal
En diciembre de 2013 se mudó a Leeds, Reino Unido.

## Discografía

### Álbumes de estudio
| Título                 | Detalles del álbum                                                 |
| ---------------------- | ------------------------------------------------------------------ |
| Daddy Says I'm Special | - Fecha de lanzamiento: 5 de diciembre de 2011 - Etiqueta: Nextpop |
| Wounds and Bruises     | - Fecha de lanzamiento: 3 de diciembre de 2013 - Etiqueta: Nextpop |
| I Am Fine              | - Fecha de lanzamiento: 9 de junio de 2017 - Etiqueta: Nextpop     |

### Canciones en las listas de éxitos
| Título                        | Año  | Posiciones máximas en el gráfico | Álbum                  |
| Título                        | Año  | LP3                              | Álbum                  |
| ----------------------------- | ---- | -------------------------------- | ---------------------- |
| "The Winter is Back"          | 2012 | 26                               | Daddy Says I'm Special |
| "Jump into My Heart and Stay" | 2012 | 39                               | Daddy Says I'm Special |

### Videos musicales
| Título                        | Año  | Álbum                  | Director       | Fuente |
| ----------------------------- | ---- | ---------------------- | -------------- | ------ |
| "Jump into My Heart and Stay" | 2012 | Daddy Says I'm Special | Alan Kepski    | [ 11 ] |
| "Hurry Up"                    | 2013 | Wounds and Bruises     | Zuza Krajewska | [ 12 ] |